# Too Much Flesh
Too Much Flesh ist ein französischer Film von Jean-Marc Barr aus dem Jahr 2000. Nach Lovers ist Too Much Flesh der zweite Teil einer Trilogie von Jean-Marc Barr und Pascal Arnold über das Thema „Freiheit“. Barrs Regiedebüt orientiert sich an den Regeln des Dogma 95 seiner Kollegen Lars von Trier und Thomas Vinterberg.

## Handlung
In einer amerikanischen Kleinstadt leidet Lyle (Jean-Marc Barr) unter too much flesh, seinem angeblich zu großen Penis. Dies wurde ihm während der Pubertät von einer Schulkameradin eingeredet, die ihn verführt hatte. Danach hat er nichts mehr mit einer Frau angefangen, da er Angst hatte, ihnen weh zu tun. Seiner Ehefrau Amy (Rosanna Arquette) kam diese Angst gelegen, da sie nicht mit ihm schlafen kann und will, weil sie ihren ersten, bei einem Unfall ums Leben gekommenen Ehemann noch liebt und ihn nicht loslassen möchte. Erst die Französin Juliette (Élodie Bouchez), die als Freundin Vernons (Ian Vogt) mit ihm in die Stadt gekommen war, und schließlich der junge Bert (Ian Brennan) haben Sex mit ihm. Während Amy Verständnis aufbringt und Vernon nichts gegen die Beziehung hat, da er schwul ist, beginnt die Dorfgemeinschaft eine Hetzjagd auf den „Ehebrecher“, die tödlich endet. 

## Die Trilogie von Pascal Arnold und Jean-Marc Barr
Lovers (1999) handelt von der Freiheit der Liebe im heutigen Europa. Der Film erzählt eine Liebesgeschichte zweier Personen, unterschiedlicher Nationalität – die durch die Einwanderungsbehörde letztendlich zerstört wird.
Too Much Flesh (2000) handelt von der Freiheit, die eigenen sexuellen Wünsche und Vorlieben auszuleben.
Being Light handelt von der Freiheit des Denkens. 